# Helga Stevens
Helga Stevens (Sint-Truiden, 9 agosto 1968) è una politica belga, membro della comunità sorda.

## Biografia
Dal 2004 al 2007 è stata deputata del Parlamento federale del Belgio, alla Camera dei rappresentanti del Belgio della regione fiamminga.
Dal 2007 al 2014 è stata eletta come senatrice al Senato del Belgio.
Dal 2005 al 2007 è stata Presidente dell'European Union of the Deaf.
È la seconda europarlamentare della comunità sorda che è stata eletta il 25 maggio 2014. La sua prima linea politica è stata quella di approvare in ogni Stato membro dell'Unione europea delle lingue dei segni. È membro della Nuova Alleanza Fiamminga.
Venne eletta come deputata al Parlamento europeo nel 2014.

## Nome-segno
Il suo nome segno è una mano che indica da qualche parte.